# حب امرأة طيبة (مجموعة قصصية)
حب امرأة طيبة (بالإنجليزية: حب امرأة طيبة (مجموعة قصصية)) هي مجموعة قصصية من تأليف الكاتبة الكندية أليس مونرو، نُشرت لأول مرة عام 1998 عن طريق دار النشر الكندية McClelland & Stewart. تضم المجموعة ثماني قصص قصيرة تتناول موضوعات متعددة مثل الحب، والأخلاق، والتضحية، والأسرار العائلية، وتتميز بأسلوب مونرو السردي الذي يجمع بين الواقعية النفسية والعمق الإنساني.
تُعد هذه المجموعة واحدة من أبرز أعمال مونرو، وقد لاقت إشادة نقدية واسعة عند صدورها، حيث اعتبرها النقاد دليلاً على نضج الكاتبة الفني وتطور رؤيتها الأدبية. وتتمحور القصص حول شخصيات عادية تواجه لحظات مفصلية في حياتها، وتُظهر تعقيدات العلاقات الإنسانية، وخصوصًا من منظور النساء.
ساهمت هذه المجموعة في تعزيز مكانة أليس مونرو كواحدة من أعظم كاتبات القصة القصيرة في العالم، ومهدت الطريق لحصولها لاحقًا على جائزة نوبل في الأدب عام 2013، تكريمًا لمجمل أعمالها التي تسبر أغوار النفس البشرية بحساسية ودقة نادرتين.
تتكوّن مجموعة "حب امرأة طيبة" من ثماني قصص قصيرة، نُشرت إحداها في الأصل في مجلة Saturday Night، بينما ظهرت خمس منها لأول مرة في مجلة The New Yorker، وهما من أبرز المجلات الأدبية في أمريكا الشمالية.
وتعالج هذه القصص المواضيع المعتادة في أعمال أليس مونرو، مثل: الأسرار، والحب، والخيانة، وتفاصيل الحياة اليومية العادية. وتتميّز مونرو في استكشافها العميق للعلاقات الإنسانية، حيث تنبش في خفايا النفوس وتضيء على لحظات تبدو عابرة ظاهريًا، لكنها تنطوي على تحولات وجودية حاسمة.
تعكس المجموعة فهمًا دقيقًا لتعقيدات الحياة الريفية والطبقة المتوسطة في كندا، مع التركيز على النساء وتجاربهن النفسية والاجتماعية، بأسلوب يتّسم بالبساطة الظاهرية والعمق البنيوي في آن واحد.
حصل كتاب "حب امرأة طيبة" على جائزة غيلر (Giller Prize) عام 1998، وهي من أبرز الجوائز الأدبية في كندا، وتُمنح لأفضل عمل روائي أو قصصي باللغة الإنجليزية. كما تم اختيار الكتاب ليكون ضمن الكتب المتنافسة في نسخة عام 2004 من برنامج "كندا تقرأ" (Canada Reads)، وهو برنامج أدبي إذاعي شهير تنظمه هيئة الإذاعة الكندية (CBC)، حيث دافعت عنه السوبرانو الكندية ميشا برويغيرغوسمان (Measha Brueggergosman).
بالإضافة إلى ذلك، فاز الكتاب أيضًا بجائزة دائرة نقاد الكتاب الوطنيين الأمريكية (National Book Critics Circle Award) عن فئة الأدب القصصي لعام 1998، مما يعكس التقدير الواسع الذي ناله على الصعيدين الكندي والدولي، ويؤكد مكانة أليس مونرو كواحدة من أعمدة الأدب القصصي المعاصر.

## قصص
- "حب امرأة صالحة"
- "جاكرتا"
- "جزيرة كورتيس"
- "أنقذوا الحاصد"
- "الأطفال يبقون"
- "غني كالرائحة الكريهة"
- "قبل التغيير"
- "حلم أمي"

## روابط خارجية
- حب امرأة صالحة في بنغوين كندا
- حب امرأة صالحة في دار نشر راندوم هاوس